# Ікталурові
Ікталурові (Ictaluridae) — родина сомів, поширений у Північній Америці, де вони є важливим промисловим об'єктом, іноді об'єктом спортивного рибальства.

## Таксономія
Ікталурові є монофілічною групою. Вони є близькими до азійської родини Cranoglanididae, являючи собою сестринський таксон в рамках надродини Ictaluroidea.
В межах родини існує три роди сліпих, підземних риб: Trogloglanis, Satan і Prietella, які не є близькими один до одного. Більш того, Satan є близьким до Pylodictis, Prietella — до Noturus, а Trogloglanis, можливо до Ictalurus, також можливо близькі до деяких інших ікталурових. Ameiurus є близьким до клади, сформованим Satan, Pylodictis, Noturus і Prietella.

### Роди
Ameiurus

Astephus †

Ictalurus

Noturus

Prietella

Pylodictis

Satan

Trogloglanis

## Поширення
Ікталурові поширені у Північній Америці від південної Канади до Гватемали. Зустрічаються у маленьких струмках і ставках, але також у великих водоймах.

## Характеристика
Ікталурові мають чотири пари вусиків, шкіра без луски. Спинний і грудні плавці зазвичай несуть шипи. Спинний плавець зазвичай має шість м'яких променів. Глоткові зуби відсутні, за виключенням викопного роду Astephus. Такі роди Trogoglanis, Satan і Prietella — сліпі. Вони мають здатність завдати болючі травми отруйними шипами, вбудованими до їх плавців.
Одним з найбільших видів родини є ікталур блакитний (Ictalurus furcatus), який сягає вагою більш за 50 кг. Максимальної довжини, 160 см, сягають Ictalurus furcatus і Pylodictis olivaris. З іншого боку ікталурові є дрібними рибками, що сягають у дорослому виді менш за 0,5 кг, а деякі (рід Noturus) — зазвичай значно менші.